# Hinasuri nehuensis
Hinasuri nehuensis — викопний вид птахів родини Нандуві (Rheidae). Птах існував в пліоцені. Скам'янілості знайдені в Аргентині у відкладеннях формування Енсенада.